# Луїс Лобо
Луїс Лобо (ісп. Luis Lobo; нар. 9 листопада 1970) — колишній аргентинський тенісист.
Найвищу одиночну позицію світового рейтингу — 167 місце досяг 7 жовтня 1991, парну — 12 місце — 21 липня 1997 року.
Здобув 12 парних титулів.
Найвищим досягненням на турнірах Великого шолома були чвертьфінали в парному розряді.
Завершив кар'єру 2002 року.

## Фінали за кар'єру

### Парний розряд: 20 (12–8)
| Легенда                |
| Великий шлем (0)       |
| Tennis Masters Cup (0) |
| Серія Мастерс ATP (1)  |
| Серія турнірів ATP (2) |
| Тур ATP (9)            |

| Титули за покриттям |
| Тверде (2)          |
| Ґрунт (10)          |
| Трава (0)           |
| Килим (0)           |

| Результат | W/L | Дата     | Турнір                                          | Покриття | Партнер           | Суперники                         | Рахунок       |
| --------- | --- | -------- | ----------------------------------------------- | -------- | ----------------- | --------------------------------- | ------------- |
| Перемога  | 1.  | Жов 1994 | Афіни, Греція                                   | Ґрунт    | Хав'єр Санчес     | Крістіан Бранді Федеріко Мордеган | 5–7, 6–1, 6–4 |
| Поразка   | 1.  | Січ 1995 | Окленд, Нова Зеландія                           | Тверде   | Хав'єр Санчес     | Грант Коннелл Патрік Гелбрайт     | 6–4, 6–3      |
| Поразка   | 2.  | Бер 1995 | Скоттсдейл, США                                 | Тверде   | Хав'єр Санчес     | Тревор Кронеманн Девід Макферсон  | 4–6, 6–3, 6–4 |
| Поразка   | 3.  | Тра 1995 | Монте-Карло, Монако                             | Ґрунт    | Хав'єр Санчес     | Якко Елтінг Паул Гаргейс          | 6–1, 6–2      |
| Поразка   | 4.  | Тра 1995 | Мюнхен, Німеччина                               | Ґрунт    | Хав'єр Санчес     | Тревор Кронеманн Девід Макферсон  | 6–3, 6–4      |
| Перемога  | 2.  | Лип 1995 | Гштад, Швейцарія                                | Ґрунт    | Хав'єр Санчес     | Арно Боеч Марк Россе              | 6–7, 7–6, 7–6 |
| Перемога  | 3.  | Сер 1995 | Відкритий чемпіонат Хорватії з тенісу, Хорватія | Ґрунт    | Хав'єр Санчес     | Давід Екерот Ласло Марковіц       | 6–4, 6–0      |
| Перемога  | 4.  | Кві 1996 | Барселона, Іспанія                              | Ґрунт    | Хав'єр Санчес     | Ніл Брод Піт Норвал               | 2–6, 6–4, 6–4 |
| Поразка   | 5.  | Тра 1996 | Прага, Чехія                                    | Ґрунт    | Хав'єр Санчес     | Євген Кафельников Даніель Вацек   | 6–3, 6–7, 6–3 |
| Перемога  | 5.  | Сер 1996 | Відкритий чемпіонат Хорватії з тенісу, Хорватія | Ґрунт    | Пабло Альбано     | Гірт Дзелде Удо Пламберґер        | 6–4, 6–1      |
| Перемога  | 6.  | Січ 1997 | Sydney International, Австралія                 | Тверде   | Хав'єр Санчес     | Паул Гаргейс Ян Сімерінк          | 6–4, 6–7, 6–3 |
| Перемога  | 7.  | Бер 1997 | Скоттсдейл, США                                 | Тверде   | Хав'єр Санчес     | Йонас Бйоркман Рік Ліч            | 6–3, 6–3      |
| Перемога  | 8.  | Тра 1997 | Гамбург, Німеччина                              | Ґрунт    | Хав'єр Санчес     | Ніл Брод Піт Норвал               | 6–3, 7–6      |
| Перемога  | 9.  | Жов 1997 | Бухарест, Румунія                               | Ґрунт    | Хав'єр Санчес     | Гендрік Ян Давідс Даніель Оршанік | 7–5, 7–5      |
| Перемога  | 10. | Лис 1997 | Богота, Колумбія                                | Ґрунт    | Фернандо Мелігені | Карім Аламі Мауріс Руа            | 6–1, 6–3      |
| Перемога  | 11. | Лип 2001 | Кіцбюель, Австрія                               | Ґрунт    | Алекс Корретха    | Сімон Аспелін Ендрю Кратцманн     | 6–1, 6–4      |
| Поразка   | 6.  | Лип 2001 | Амстердам, Нідерланди                           | Ґрунт    | Алекс Корретха    | Паул Гаргейс Шенг Схалкен         | 6–4, 6–2      |
| Поразка   | 7.  | Лют 2002 | Вінья-дель-Мар, Чилі                            | Ґрунт    | Лукас Арнольд Кер | Гастон Етліс Мартін Родрігес      | 6–3, 6–4      |
| Поразка   | 8.  | Кві 2002 | Касабланка, Марокко                             | Ґрунт    | Мартін Гарсія     | Стівен Гасс Майлз Вейкфілд        | 6–4, 6–2      |
| Перемога  | 12. | Вер 2002 | Палермо, Італія                                 | Ґрунт    | Лукас Арнольд Кер | Франтішек Чермак Леош Фридль      | 6–4, 4–6, 6–2 |

#### Мікст: 1 finals (1 поразка)
| Результат | Рік  | Турнір                      | Покриття | Партнер        | Суперники                       | Рахунок  |
| --------- | ---- | --------------------------- | -------- | -------------- | ------------------------------- | -------- |
| Поразка   | 1998 | Відкритий чемпіонат Франції | Ґрунт    | Серена Вільямс | Джастін Гімелстоб Вінус Вільямс | 3–6, 4–6 |